# Esgueira
Esgueira è una parrocchia civile (freguesia) nel comune di Aveiro. La popolazione nel 2011 era di 13 431 abitanti, su una superficie di 17,75 km².